# Consiliul Național pentru Știință și Mediu
Consiliul Național pentru Știință și Mediu (CNSM) este o organizație nepartizană cu sediul în SUA, organizație non-profit care are misiunea de a îmbunătăți baza științifică a procesului decizional mediu. NCSE a fost fondată în 1990. În ianuarie 2021, NCSE a devenit Consiliul Global pentru Știință și Mediu (GCSE).